# Ethical Capital Partners
Ethical Capital Partners est une société canadienne de capital-investissement surtout connue pour son acquisition de MindGeek,.
La société est présidée par l'homme d'affaires canadien Rocco Meliambro.